# Großwolfgers
Großwolfgers ist eine Ortschaft und eine Katastralgemeinde der Stadtgemeinde Weitra im Bezirk Gmünd in Niederösterreich mit 183 Einwohnern (Stand 1. Jänner 2025).

## Geografie
Das südöstlich von Weitra befindliche Dorf liegt am Wolfsbach, der den Dorfanger durchquert, und wird von der Landesstraße L8228 erschlossen, von der im Ort die L8239 abzweigt. Am 1. April 2020 umfasste die Ortschaft, zu der auch die Lage Berghäusl zählt, insgesamt 71 Adressen.

## Siedlungsentwicklung
Zum Jahreswechsel 1979/1980 befanden sich in der Katastralgemeinde Großwolfgers insgesamt 81 Bauflächen mit 33.230 m² und 39 Gärten auf 23.855 m², 1989/1990 waren es ebenso 81 Bauflächen. 1999/2000 war die Zahl der Bauflächen auf 218 angewachsen und 2009/2010 waren es 127 Gebäude auf 227 Bauflächen.

## Geschichte
Im Jahr 1822 wurde der Ort als Dorf mit 42 Häusern genannt, das nach Siebenlinden eingepfarrt war und die Kinder vor Ort eingeschult wurden. Die Herrschaft Weitra besaß die Ortsobrigkeit, übte die Landgerichtsbarkeit aus und besorgte die Konskription. Die Untertanen und Grundholde des Ortes gehörten den Herrschaften Weitra, Engelstein und Rappottenstein.
Laut Adressbuch von Österreich waren im Jahr 1938 in der Ortsgemeinde Großwolfgers ein Gastwirt, ein Gemischtwarenhändler, zwei Gerätehersteller, ein Schmied, zwei Schneider und eine Schneiderin, eine Stechviehhändler, ein Tischler, ein Wagner und einige Landwirte ansässig. Außerhalb des Ortes bestand eine Ziegelei. Im Rahmen der Niederösterreichischen Kommunalstrukturverbesserung trat die damalige Ortsgemeinde Großwolfgers per 1. Jänner 1971 der Stadtgemeinde Weitra bei.

## Landwirtschaft
Die Katastralgemeinde ist landwirtschaftlich geprägt. 420 Hektar wurden zum Jahreswechsel 1979/1980 landwirtschaftlich genutzt und 269 Hektar waren forstwirtschaftlich geführte Waldflächen. 1999/2000 wurde auf 368 Hektar Landwirtschaft betrieben und 313 Hektar waren als forstwirtschaftlich genutzte Flächen ausgewiesen. Ende 2018 waren 360 Hektar als landwirtschaftliche Flächen genutzt und Forstwirtschaft wurde auf 313 Hektar betrieben. Die durchschnittliche Bodenklimazahl von Großwolfgers beträgt 21,1 (Stand 2010).

## Persönlichkeiten
- Richard Pils (* 1946), Verleger und Gründer des Verlags Bibliothek der Provinz, lebte und arbeitete im Ort